# La Jeune Fille de Moorhof
Pour plus de détails, voir Fiche technique et Distribution.
La Jeune Fille de Moorhof (titre original : Das Mädchen vom Moorhof) est un film allemand réalisé par Gustav Ucicky, sorti en 1958.
Il s'agit de l'adaptation de la nouvelle Tösen fran Stoermyrtorpet de Selma Lagerlöf.

## Synopsis
Helga Nilsson de Moorhof commence à travailler comme une femme de ménage pour Per Eric Martinsson. Sa femme est clouée au lit à cause d'une maladie. Martinsson fait de la naïve Helga sa maîtresse, promet son soutien puis la rejette quand elle est enceinte de lui. Helga va à la ville et travaille dans une usine jusqu'à la naissance de son fils. Elle revient chez ses parents à Moorhof.
Son père fait appel à la justice : Martinsson devrait payer une pension alimentaire pour son fils illégitime. Il refuse, un procès a lieu auquel Helga va malgré sa réticence à être vu aux yeux de tous. Martinsson dit qu'il n'a jamais eu de relation avec Helga. Quand il veut jurer sur la Bible, Helga la lui arrache. Martinsson nie être le père, mais Helga ne répond pas, elle quitte le tribunal. Le juge reconnaît la filiation. Mais la situation ne change pas. Alors qu'elle voulait se jeter du barrage, elle est sauvée à la dernière seconde par des personnes dont le riche Gudmund Erlandsson. Ses parents la prennent comme femme de ménage.
Gudmund épouse Hildur, la fille de Lindgren, un haut fonctionnaire. Ils s'aiment, mais Hildur est une femme gâtée et exigeante. Son frère Jan est amoureux de Helga, mais des pulsions psychotiques et son caractère brutal lui font peur. Hildur est jalouse de Helga et la pousse dehors.
Deux jours avant le mariage, Gudmund boit des verres avec ses amis et Jan ; Martinsson vient vers eux, mais le groupe le rejette en lui demandant s'il est le père de l'enfant de Helga. Ils se battent. Le lendemain, Gudmund se réveille avec la gueule de bois et reçoit apprend que Martinsson a été poignardé dans la nuit. Il s'agit du couteau de Gudmund, mais il n'a aucun souvenir et ne retrouve que la lame. Il annule le mariage le jour où il devait avoir lieu. La police est informée.
Helga est persuadée de l'innocence de Gudmund : elle aussi a eu un couteau dont la lame s'est brisée en faisant des copeaux de bois. Helga convainc Hildur de l'innocence et lui demande d'aider Gudmund. Mais ce dernier ne veut plus la voir, pensant qu'elle l'aimait pour son argent. Ses sentiments vont pour Helga.
Entre-temps, Jan croise Helga. Il lui déclare sa flamme et veut qu'elle vienne avec lui en Amérique. Quand elle lui dit qu'elle aime Gudmund, il avoue finalement à ses parents qu'il a tué Martinsson parce qu'il maltraitait Helga. Gudmund est libéré et court à Moorhof pour se marier avec Helga. Quand il arrive, ils s'étreignent et s'embrassent.

## Fiche technique
- Titre : La Jeune Fille de Moorhof
- Titre original : Das Mädchen vom Moorhof
- Réalisation : Gustav Ucicky assisté d'Ursula Ucicky
- Scénario : Adolf Schütz
- Musique : Siegfried Franz (de)
- Direction artistique : Mathias Matthies (de), Ellen Schmidt (de)
- Costumes : Erna Sander
- Photographie : Albert Benitz
- Son : Hans Ebel
- Montage : Alice Ludwig (de)
- Production : Walter Koppel (de)
- Sociétés de production : Real-Film
- Société de distribution : Deutsche Film Hansa
- Pays d'origine :  Allemagne de l'Ouest
- Langue : allemand
- Format : Couleurs - 1,37:1 - Mono - 35 mm
- Genre : Drame
- Durée : 87 minutes
- Dates de sortie :
  -  Allemagne de l'Ouest : 12 septembre 1958.
  -  Danemark : 19 janvier 1959.
  -  Suède : 19 octobre 1959.
  -  France : 22 janvier 1964[1].

## Distribution
- Maria Emo : Helga Nilsson
- Claus Holm : Gudmund Erlandsson
- Eva Ingeborg Scholz : Hildur Lindgren
- Horst Frank : Jan Lindgren
- Wolfgang Lukschy : Per Eric Martinsson
- Werner Hinz : M. Erlandsson
- Hilde Körber : Mme Erlandsson
- Hans Nielsen : Lindgren
- Joseph Offenbach : Kalle
- Berta Drews : La mère Nilsson
- Josef Dahmen : Le père Nilsson
- Hans Zesch-Ballot : Le juge
- Inge Meysel : Mme Martinsson
- Alice Treff : Mme Lindgren